# Гвіневера

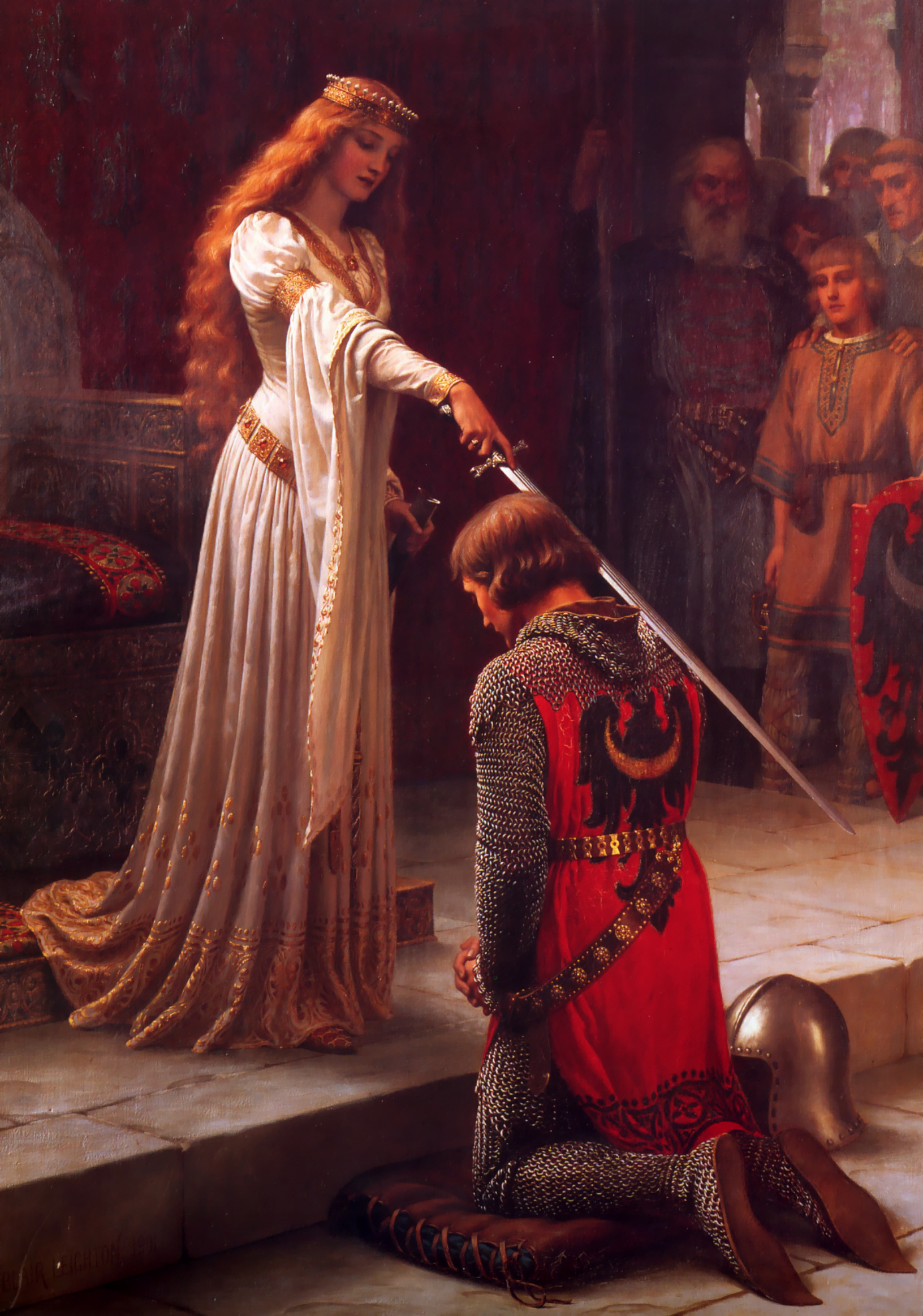
«Акколада» (Гвіневра і Ланселот), Едмунд Лейтон, 1901

Гвіневра або Гвіневера (англ. Guinevere) — напівлегендарна королева Англії, персонажка артуріанського циклу, один із перших і еталонних образів Прекрасної дами в середньовічній куртуазній літературі. Стосунки Гвіневри, дружини короля Артура, і Ланселота, одного з лицарів Круглого столу — хрестоматійний приклад куртуазної любові в європейській середньовічній літературі.
На честь персонажки названо два астероїди: 2483 Гвіневера та 613 Гіневра.

## Ім'я
Варіанти її імені численні — Гвіневра, Гвіневера, Гіневру, Гвінівер, Гвіневір, Гіновер, Гуіневра, Гіньевра, Гуанамара (лат.), Гвенхуівар (валійською), Гвеніфар, Геньевр (фр.), Джиневра (іт.), Квеннувар, Кунневаре (нім.).
Ім'я Guinevere може бути епітетом — у валійській традиції воно виглядає як Gwenhwyfar, що може перекладатися як «Біла фея» або «Білий дух» (протокельтск .Uindā Seibrā, бритською vino-hibirā). Понад те, ім'я може походити від Gwenhwy-mawr («Гвенві Велика»), на відміну від персонажа на ім'я Gwenhwy-fach («Гвенві Мала»), яка фігурує у валійській літературі як сестра попередньої (але ця етимологія не надто правдоподібна).
Джеффрі Монмутський вживає латинське написання імені Гвіневри — Guanhumara.

## Життєпис

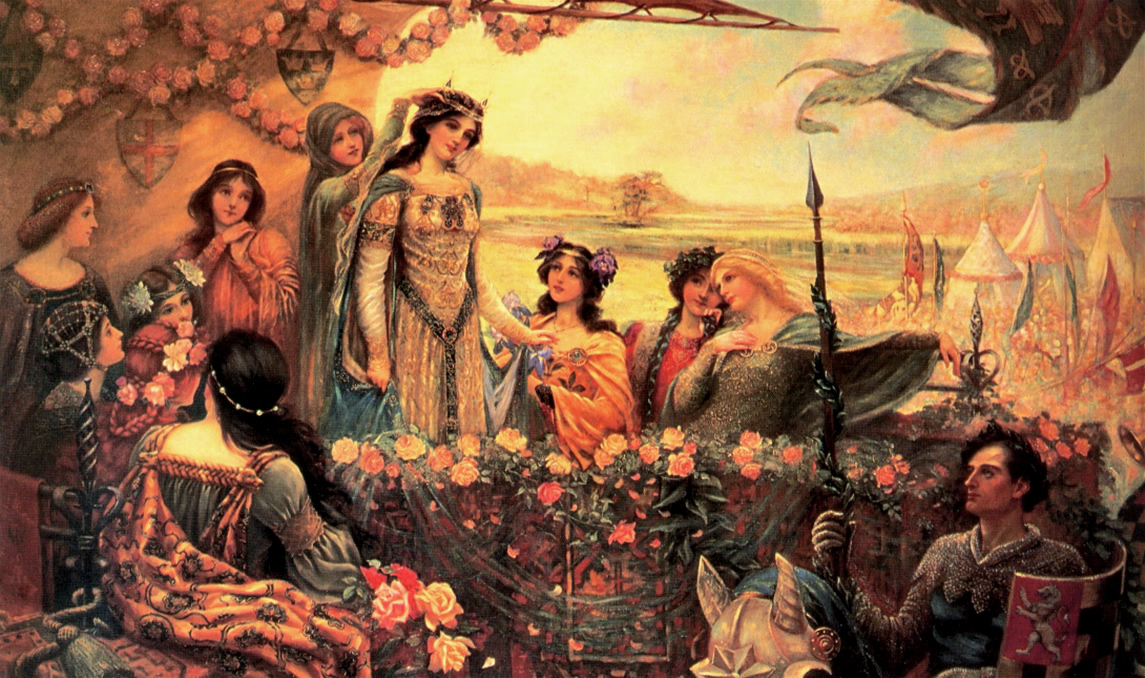
«Королева турніру» (Ланселот і Гвіневра), Г. Д. Драйпер

### Шлюб
Артур одружився із Гвіневрою незабаром після сходження на престол або з метою політичного союзу з її батьком Лодегрансом, королем Камеліарду, або ж, згідно з іншим текстом, зустрівши її під час одного зі своїх походів і полюбивши без пам'яті. Причому Мерлін рішуче не радив йому брати цей шлюб.
Згідно іншої версії, Артур взяв у Мерліна чарівний ковпак, надівши який, він виглядав простим непрезентабельним віланом, і поступив садівником у замок батька Гвіневри. Але періодично він ходив без маскування. Дівчина з'ясувала, що загадковий лицар, що з'являється в її володіннях, це «садівник», і закохалася. Через деякий час цей невідомий лицар урятував замок від ворогів, а потім виявилось, що це король. Було призначене весілля.
Королева Гвіневра принесла в посаг Артурові круглий стіл із темного дуба, за який, за переказами, могло сісти до 150 лицарів.

### Стосунки із Ланселотом
Цнотливий варіант легенди говорить, що Ланселот обрав Гвіневру своєю дамою серця. Він здійснював заради неї подвиги і не дивився на інших жінок, хоча багато хто, в тому числі фея Моргана, домагалися його любові. Він оберігав її під час відсутності Артура і завжди був готовий із мечем у руках захистити її честь і добру славу (зокрема, історію порятунку викраденої королеви від сера Мелеаганта покладено в основу «Лицаря воза» Кретьєна де Труа).
Інший варіант легенди не такий однозначний. Наприклад, єдиний зв'язок Ланселота із жінкою, оголошений на публіку — це зв'язок із Елейн, з якою він сів за стіл лише тому, що вона за допомогою магії надала собі зовнішність Гвіневри. Все ж, обидва варіанти згодні в тому, що Артур не бачив у взаєминах дружини зі своїм васалом поганого і не вживав жодних заходів. А коли його сестра Моргана спробувала спровокувати його на скандал, вручивши Трістану щит, на якому був зображений цей любовний трикутник, Артур удав, що нічого не зрозумів.
Мабуть, стосунки тривали досить довго. В одній зі своїх лицарських пригод Ланселот зустрічає Елейн і зачинає сина Галахада. Згідно з деякими варіантами міфу, він живе з нею в замку, подарованому йому тестем 14 років і потім знову повертається до двору в Камелот, після чого їхні почуття з Гвіневрою спалахують наново. Син Ланселота Галахад встигає подорослішати і стати лицарем Камелота.

### Смута в Камелоті і загибель Артура

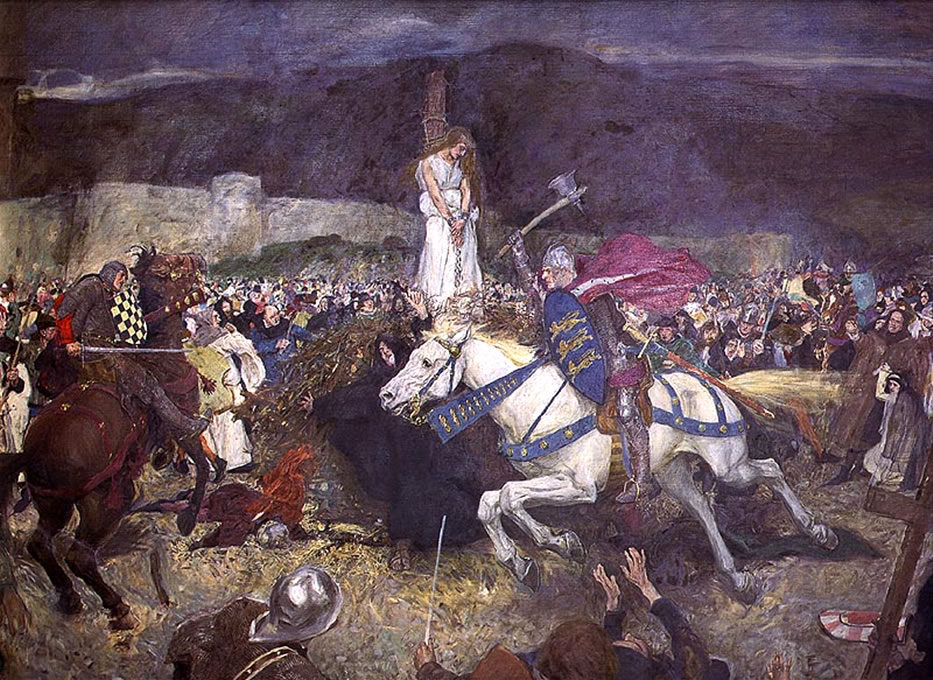
«Порятунок Гвіневри», Вільям Хатерелл

Королева Гвіневра не користувалася довірою при дворі, про що свідчить історія, що трапилася незадовго до основної кризи. В черговий раз прогнавши Ланселота, Гвіневра влаштувала бенкет для лицарів. Один з них отруїв іншого, сера Патріса, отруєним яблуком. Підозра лягла на королеву. Невинуватість королеви повинен був довести якийсь лицар в поєдинку, але ніхто не бажав за неї боротися. Лише Ланселот примчав і схрестив за неї списи. Відповідно до одного з варіантів, її навіть збиралися спалити, але він встиг її врятувати.
Після того, як Артур проігнорував натяк Моргани з щитом Трістана, про їх зв'язки при дворі почав базікати сер Агравейн. Через деякий час бажанням відкрити королю очі на ситуацію запалився його племінник (незаконний син) Мордред. Разом з 12-ма лицарями він увірвався в покої Гвіневри, коли там перебував Ланселот (згідно з евфемістичною версією легенди, Ланселот у цей момент вибачався перед своєю Прекрасною Дамою, що скомпрометував її ненароком, і запитував, що йому робити далі). Тим не менш, Ланселот був такий засмучений, що його перервали, що в запалі вбив майже їх усіх. Король Артур змушений був вдруге засудити королеву на спалення, цього разу — за порушення подружньої вірності. Ланселот знову рятує її і відвозить, випадково убивши свого друга Гарета.
Королеву він відвозить в монастир (інший варіант — на вимогу Папи римського повертає до Артура). Ланселот втік на батьківщину, до Бретані. Артур, під впливом громадської думки і Ґавейна, що втратив усіх своїх братів, вирушив за ним через Ла-Манш, залишивши намісником Мордреда. За відсутності короля Мордред спробував захопити владу, а також змусити Гвіневру вступити з ним в шлюб. Він закликає на допомогу саксів. В одних версіях Гвіневра приймає пропозицію Мордреда, в інших переховується від нього (навіть згадують Лондонський Тауер) і потім ховається в монастирі.
Коли Артур приплив назад в Англію, він потрапив на узбережжі в засідку. У битві полягли всі. Мордред був убитий королем, але й сам Артур був смертельно поранений. Вмираючи, він попросив сера Бедівера кинути Екскалібур в озеро. Вмираючого Артура чарівниці забрали на магічному човні на Авалон.

### Подальше життя

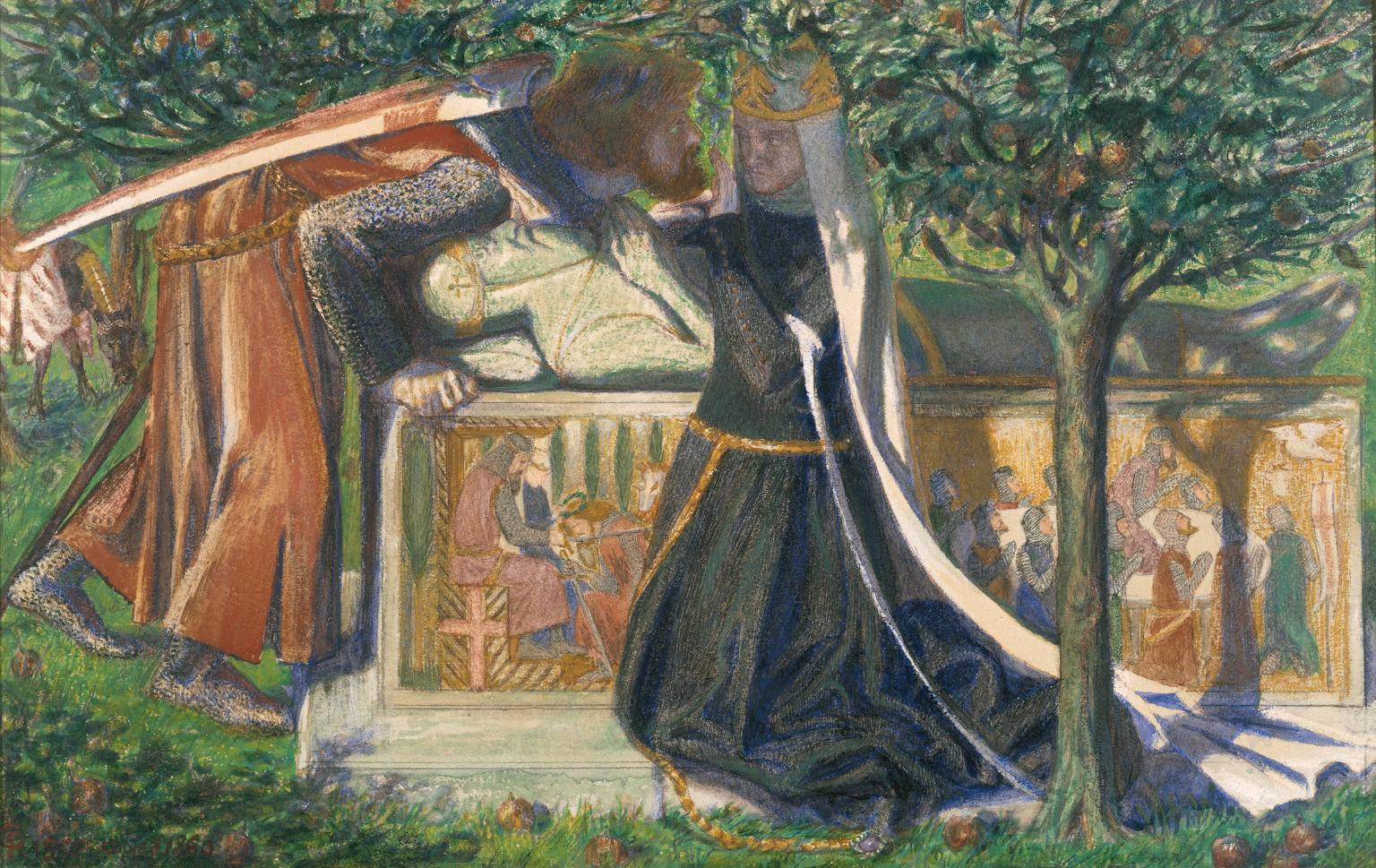
«Остання зустріч Ланселота та Гвіневри над гробницею Артура», Данте Габріель Россетті

Після смерті Артура Гвіневра пішла в монастир. Ланселот приїхав за нею і кликав її із собою, але вона відмовилася покинути обитель і стала черницею. Через три роки вона вмирає, ставши перед смертю абатисою.
У Гластонбері (який деякі вважають Авалоном), показували спільну могилу Гвіневри і Артура.

## Сім'я
- Батько — Лодегранс, король Камеліарда, що знаходиться на півдні Британії;
- Чоловік — король Артур;
- Діти — в більшості історій Гвіневра бездітна, за двома винятками: у «Перлесвауса» і Alliterative Morte Arthure. У першому з них її син — Loholt (в інших текстах він згадується як позашлюбний син Артура). У другому Гвіневра охоче стає дружиною Мордреда і народжує двох синів, хоча це скоріше мається на увазі, ніж зазначається в тексті.

## Значення образу

### Стосунки Гвіневри як приклад куртуазної любові
Цікаво те, що в ранніх версіях сюжету, наприклад, у Готфріда Монмутського, лицар на ім'я Ланселот взагалі не згадується, хоча про зраду королеви вже йдеться. Гвіневра обманює Артура з його племінником Мордредом, охочим захопити трон Артура для себе.
Тим не менш, з введенням образу Ланселота близько двох століть після складання артурівського циклу, образ Гвіневри став знаковим: «Вона прожила вірною коханою і тому померла праведницею» (Томас Мелорі).
Вперше любов Гвіневри і Ланселота згадується в романі Кретьєна де Труа «Лицар воза, або Ланселот». Цей мотив був підхоплений всією літературою артурівського циклу, починаючи з циклу «Ланселот-Грааль» (початок XIII століття) і закінчуючи Post-Vulgate Cycle  і «Смертю Артура» Томаса Мелорі. Роман Кретьєна де Труа став пропагандою нового «куртуазного» світогляду та нового погляду на кохання.
Любов Гвіневри і Ланселота — одна з хрестоматійних історій в європейській літературі. Її значення в тому, що поряд з романом Трістана та Ізольди вона стала невід'ємною частиною середньовічної куртуазної літератури. Ланселот — лицар, вірний слуга своєї Прекрасної дами, вона відповідає йому взаємністю, а чоловік не викликає у читачів особливого співчуття, настільки прекрасна ця Любов. При цьому Ланселот, васал короля, порушує обітниці феодальної вірності.
Можливо навіть, як припускають деякі дослідники, що історія Ланселота і Гвіневри являє собою (як і історія Кліджеса і Феніси в іншому романі Кретьєна) лише «куртуазну» переробку сюжету Трістана та Ізольди.

## У культурі

### У кінематографі
- У кіномюзиклі «Камелот» Гвіневру грає Ванесса Редгрейв (на бродвейській сцені у цьому мюзиклі її втілювала Джулія Ендрюс).
- У фільмі «Перший лицар» королеву грає Джулія Ормонд.
- У фільмі «Лицарі Круглого Столу» (1953) її роль виконує Ава Гарднер (і весь роман зведений до поцілунку).
- У фільмі «Король Артур», де Гвіневру грає Кіра Найтлі, є істотні відхилення від загальноприйнятої легенди — Ланселот гине від рук ворогів, коли Гвіневра ще не стала королевою, і вся ключова історія їхнього кохання і її ролі в загибелі Артура геть ігнорується.
- У фільмі «Мерлін» роль Гвіневри виконує Ліна Хіді.
- У фільмі «Гвіневера» заголовну роль виконує Шеріл Лі. У цьому досить феміністичному трактуванні Гвіневра і Ланселот знайомі з раннього дитинства, так як обидва навчалися володіння зброєю і необхідним для шляхетного стану знань у Феї Моргани, жриці Богині-матері.
- У фільмі «Тумани Авалона» роль Гвіневри виконує Саманта Метіс. У даній екранізації Ланселот і Гвіневера — коханці, Артур знає про цей зв'язок, але не перешкоджає йому, тому що щиро любить цих двох найближчих йому людей.
- У серіалі «Гвен Джонс - учениця Мерліна» головна героїня є реінкарнацією Гвіневри.
- у серіалі "Мерлін" роль Гвіневри виконує Ейнджел Колбі.
- У серіалі Камелот роль Гвіневри виконала Темзін Еджертон

### У живописі
- Картина «Акколада» (Гвіневра і Ланселот), художник Едмунд Лейтон, 1901, приватне зібрання

- Картина «Королева Гвіневра», художник Джеймс Арчер, 1860, The Leicester Galleries loans to The Speed Art Museum, Луїсвілл, Кентуккі  - Королева Гвіневра
  -  «Королева Гвіневра» («Queen Guinevere»), художник Вільям Морріс, 1858, Галерея Тейт у Лондоні
  -  «Акколада» (Гвіневра и Ланселот), Едмунд Лейтон, 1901
  -  «Смерть короля Артура» («The Death of King Arthur»), художник Джеймс Арчер, 1860
  -  «Королева Гвіневра»  («Queen Guinevere»), художник Джеймс Арчер, 1860

- Картина «Королева Гвіневра», художник Фредерік Вільям Бёртон (Frederic William Burton), 1860, The Leicester Galleries loans to The Speed Art Museum, Луїсвілл, Кентуккі

Королева Гвіневра
Королева Гвіневра
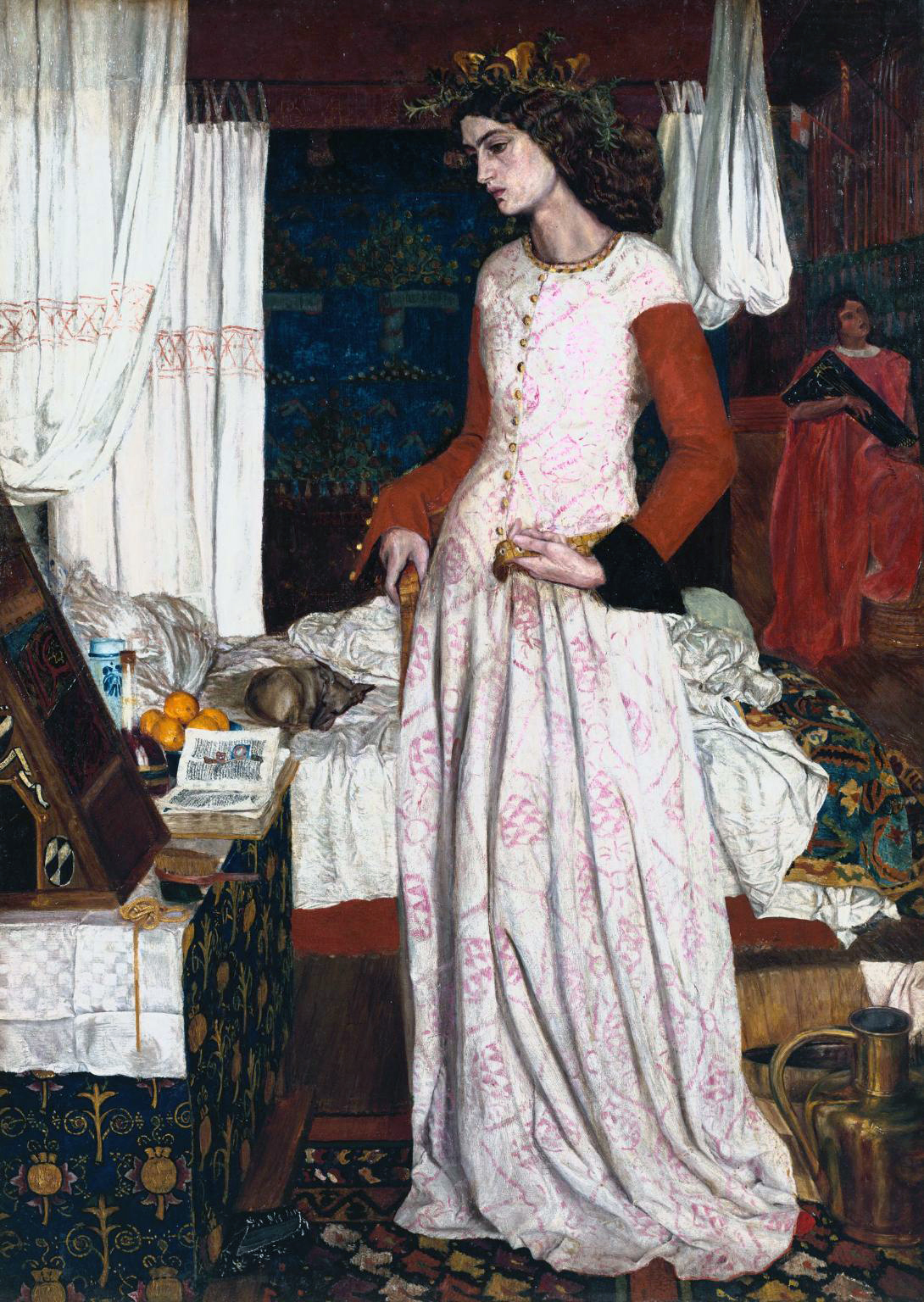
«Королева Гвіневра» («Queen Guinevere»), художник Вільям Морріс, 1858, Галерея Тейт у Лондоні
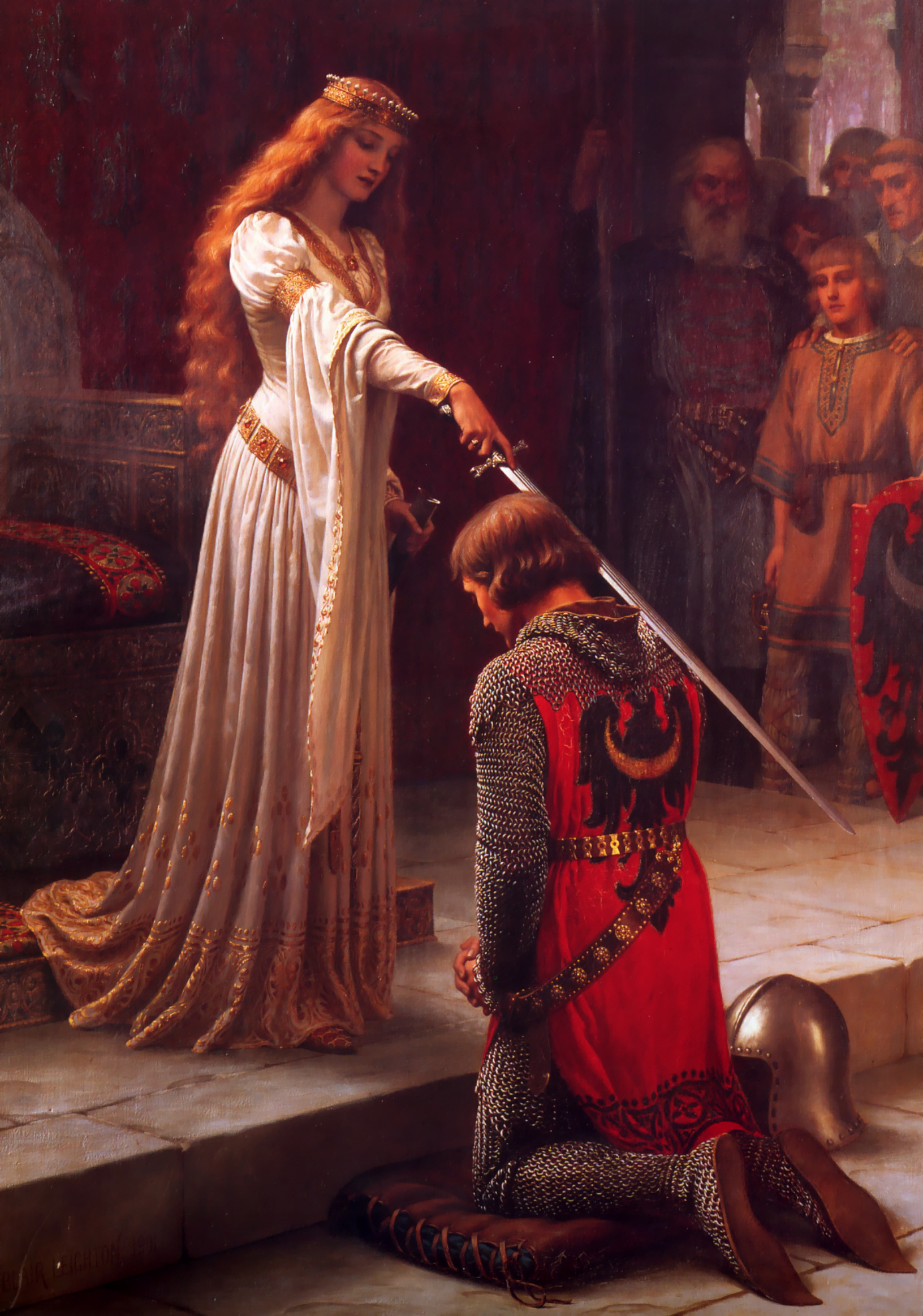
«Акколада» (Гвіневра и Ланселот), Едмунд Лейтон, 1901
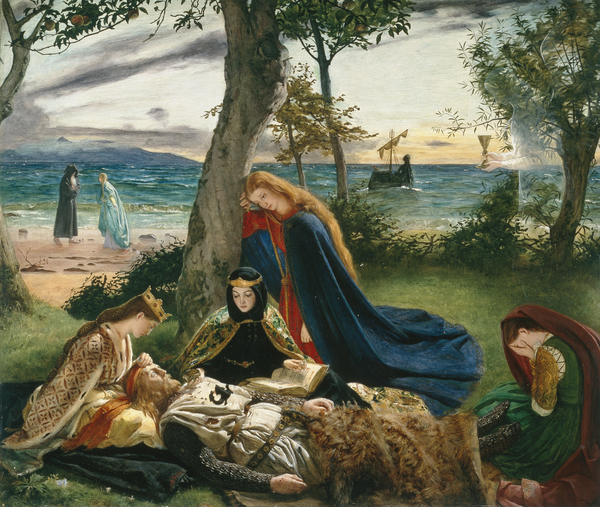
«Смерть короля Артура» («The Death of King Arthur»), художник Джеймс Арчер, 1860
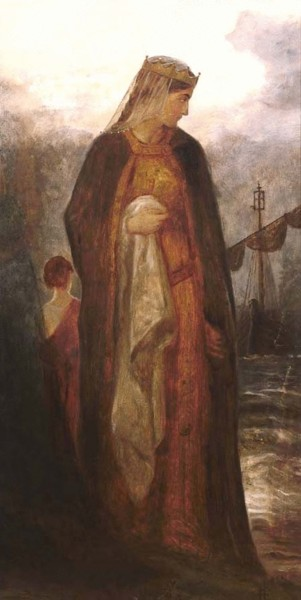
«Королева Гвіневра» («Queen Guinevere»), художник Джеймс Арчер, 1860
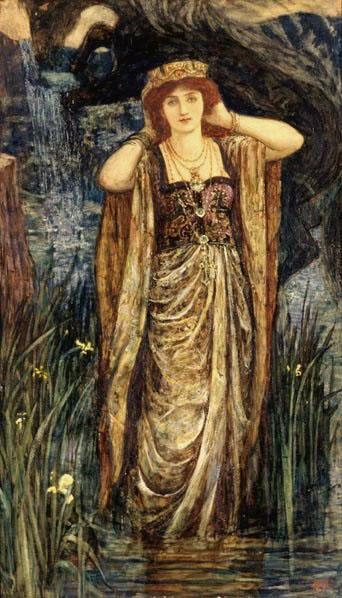
«Гвіневра» («Guinevere»), художник Frederic William Burton, 1910
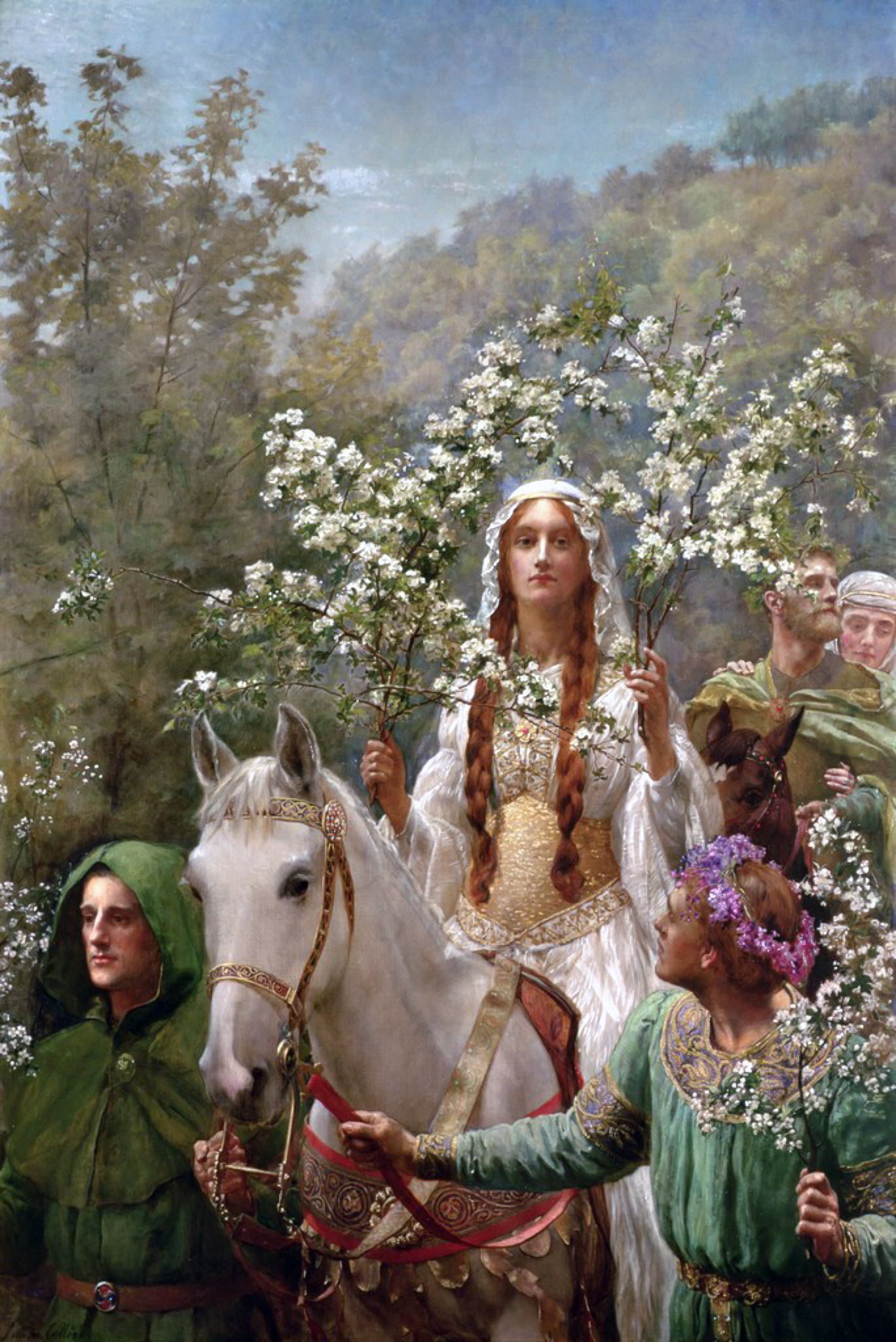
«Травень Гвіневри» («Queen Guinevre's Maying»), Джон Кольер (художник), 1900